# Daiki Takamatsu
Daiki Takamatsu (jap. 高松 大樹, Takamatsu Daiki; * 8. September 1981 in Ube, Präfektur Yamaguchi) ist ein ehemaliger japanischer Fußballspieler. Er spielte den Großteil seiner Karriere bei Ōita Trinita. 2011 war er an den FC Tokyo ausgeliehen.

## Karriere
2006 debütierte Daiki Takamatsu für die japanische Fußballnationalmannschaft. Er hat insgesamt zwei Länderspiele für Japan absolviert.